# Metamorphose (Zeitschrift)
Metamorphose war eine Fachzeitschrift für Architekten. Der Themenschwerpunkt ist „Bauen im Bestand“, die Erscheinungsweise viermal jährlich.

## Geschichte
Die Zeitschrift erschien erstmals im Januar 2007. Entwickelt und konzipiert wurde sie von Christian Schönwetter und Jennifer Bühling, die bis Dezember 2008 auch als Chefredakteure tätig waren. Seit Januar 2009 war Christian Schönwetter alleiniger Chefredakteur. Das Layout der Zeitschrift erhielt den Designpreis iF communication design award 2007 und wurde 2009 für den Designpreis der Bundesrepublik Deutschland nominiert. Die Zeitschrift wurde vom Konradin Verlag in Leinfelden-Echterdingen verlegt. Herausgeberin war Katja Kohlhammer. 
2013 ging sie als vierteljährliches Teilheft db-metamorphose: Bauen im Bestand in der db deutsche bauzeitung auf.

## Themen
Die Zeitschrift beschäftigt sich mit Instandsetzung, Modernisierung und Umbau von Gebäuden aller Altersklassen. Auch denkmalpflegerische Fragen werden berücksichtigt.